# 多賀章仁
多賀 章仁（たが あきと、1959年8月18日 - ）は、滋賀県彦根市出身の日本の高校野球指導者。
近江高等学校副校長、社会科教諭、硬式野球部監督、総監督を歴任。

## 経歴
小学校2年次より「三角ベース」で野球を始める。
彦根市立南中学校時代は遊撃手として軟式野球部でプレー。
高校は京都府の強豪・平安高校に進学。在校中は一塁手兼捕手でプレー。高校時代は3年間はチームが低迷し、監督が三回も交代している。在校中の全国大会はなかった。高校の一学年後輩に龍谷大平安高校で監督を務める、原田英彦がいる。
平安高校を卒業後は、龍谷大学に進学。野球を続けるが、4年次より指導者を志すようになる。
大学卒業後の1982年からは教員免許取得のため、聴講生として、大学に残るとともに龍谷大学のコーチも務める。1983年からは近江高校に社会科教諭として赴任し、野球部のコーチに就任する。野球部部長を経て、1989年に監督に就任。1992年夏には監督として、甲子園大会に初出場。2001年夏と2022年春には、滋賀県勢最高成績の準優勝に導いている。2002年からは近江高校の副校長に就任し、野球部の指導と学校運営の両立を図っている。
2025年3月31日付で定年に伴い近江高校野球部の監督を退任。同年4月1日付で野球部の総監督に就任し、チームに残る。

## 甲子園での成績
- 春：出場6回・9勝6敗
- 夏：出場16回・19勝16敗
- 通算：出場22回・28勝22敗

## 著名な教え子
- 村西辰彦
- 島脇信也
- 竹内和也
- 木谷寿巳
- 伊奈龍哉
- 小熊凌祐
- 植田海
- 京山将弥
- 土田龍空
- 北村恵吾
- 林優樹
- 山田陽翔